# Consilier prezidențial
Consilierul prezidențial este un funcționar în aparatul administrativ al președintelui României, însărcinat să îl sfătuiască pe șeful statului. Conform Art. 3 din Legea nr. 47 din 7 iulie 1994 (republicată), funcția de consilier prezidențial este cea mai importantă funcție de conducere în Administrația prezidențială, fiind asimilată celei de ministru. Același articol de lege prevede că consilierul prezidențial pentru apărare și siguranță națională este membru în Consiliul Suprem de Apărare a Țării. Conform Art. 8, Paragraf 7 al Regulamentul de organizare și funcționare al Administrației Prezidențiale, „Consilierul prezidențial numit la Cancelaria Președintelui are atribuții de coordonare a tuturor departamentelor și compartimentelor instituției prezidențiale.”